# Teesdalia
Teesdalia is een genus van planten binnen de familie Brassicaceae. Deze kruidachtige planten zijn inheems in Europa en het noorden van Afrika. Planten uit het genus worden gekenmerkt door de combinatie van een zygomorfe bloem, een gevleugelde vrucht en gefilamenteerde aanhangsels. Het genus bevat drie soorten
- Teesdalia nudicaulis (klein tasjeskruid)
- Teesdalia conferta
- Teesdalia coronopifolia

T. nudicaulis en T. coronopifolia zijn éénjarige planten, terwijl T. conferta een overblijvend kruid is. Het is om die reden dat T. conferta eerst tot het genus Teesdaliopsa behoorde.